# Dwuząb dżdżownicożerny
Dwuząb dżdżownicożerny (Paucidentomys vermidax) – gatunek ssaka z podrodziny myszy (Murinae) w obrębie rodziny myszowatych (Muridae). Odkryty został w roku 2012 w lesie deszczowym na Celebesu.

## Zasięg występowania
Dwuząb dżdżownicożerny występuje w południowo-środkowym Celebes (Gunung  Latimojong i Gunung Gandangdewata).

## Taksonomia
Rodzaj i gatunek po raz pierwszy zgodnie z zasadami nazewnictwa binominalnego opisał w 2012 roku międzynarodowy zespół zoologów (Amerykanin Jacob A. Esselstyn, Indonezyjczyk Anang S. Achmadi i Australijczyk Kevin C. Rowe) nadając im odpowiednio nazwy Paucidentomys i Paucidentomys vermidax. Holotyp pochodził z góry Gunung Latimojong (3°24′27,2″S 120°00′28,1″E/-3,407550 120,007800), na wysokości 2050 m n.p.m., w Bantanase, w Karangan, w Desa Latimojong, w Buntu Batu, w Enrekang, w Celebes Południowym, w Indonezji. Jedyny przedstawiciel rodzaju dwuząb (Paucidentomys).
Paucidentomys tworzy grupę siostrzaną z Echiothrix, z kolei ten klad jest taksonem siostrzanym kladu Tateomys + Melasmothrix. Autorzy Illustrated Checklist of the Mammals of the World uznają ten takson za gatunek monotypowy.

### Etymologia
- Paucidentomys: łac. paucus, pauci „mało, nieliczny”; dens, dentis „zęby”; gr. μυς mus, μυος muos „mysz”; w aluzji do braku zębów trzonowych[7].
- vermidax: łac. vermis „robak, dżdżownica”; edax, edacis „żarłoczny, pożerający”; w aluzji do nawyków żywieniowych[7].

## Morfologia
Długość ciała (bez ogona) 159–168 mm, długość ogona 198–200 mm, długość ucha 21–22 mm, długość tylnej stopy 37–38 mm; masa ciała 99–108 g. W porównaniu do występujących na Celebes gatunków myszowatych, jest większy od czarnowłoska ryjówkowatego (Melasmothrix naso), myszaczka wielkonosego (Sommeromys macrorhinos) i szczurówki długoogonowej (Tateomys macrocercus), podobnych rozmiarów co szczurówka górska (Tateomys rhinogradoides) oraz mniejszy niż ryjoszczur ryjówkowaty (Rhynchomys soricoides) oraz znacznie mniejszy niż kolcoszczury (Echiothrix), również endemiczne dla Sulawesi. Pyszczkiem przypomina ryjoszczury (Rhynchomys). Cechuje go także długi, dwukolorowy ogon, małe oczy oraz duże uszy. Dwuząb dżdżownicożerny jest jedynym znanym gryzoniem nieposiadającym zębów trzonowych, co jest przystosowaniem do diety składającej się z dżdżownic (informacja ta bazuje na analizie zawartości żołądka jednego osobnika). Siekacze różnią się także kształtem, który jest dwudzielny. Wzór zębowy to {\displaystyle {\tfrac {1.0.0.0}{1.0.0.0}}.}